# 송지영 (가수)
송지영(1973년 12월 9일 ~)은 대한민국의 가수이다.